# Positiv-Verfahren

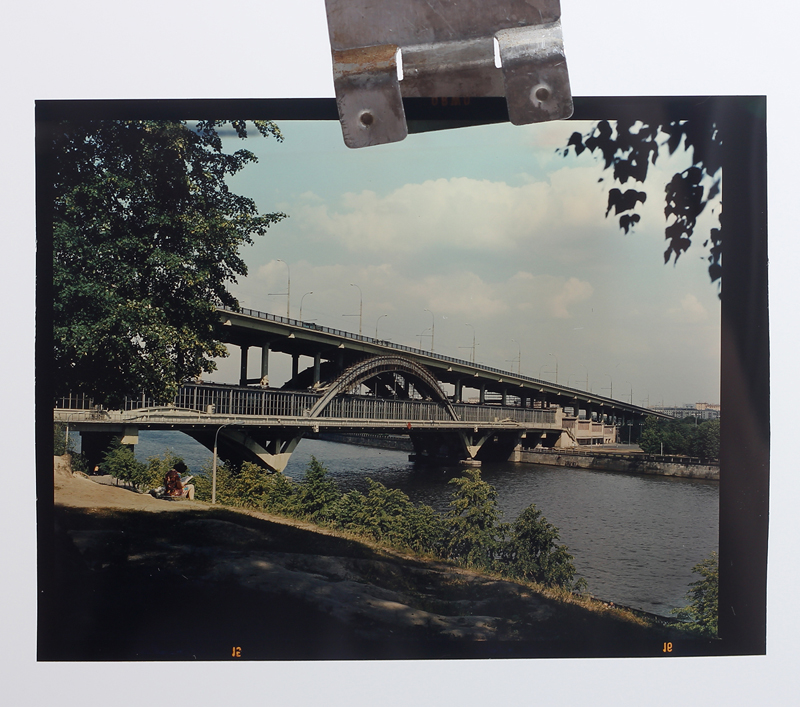

Als Positiv-Verfahren wird die Gesamtheit aller Techniken in der Fotografie bezeichnet, die der Erzeugung eines positiven fotografischen Bildes dienen. Bei den Positiv-Verfahren verändert sich das Material gemäß dem Helligkeitsgrad und der Farbe des Lichtes: Dunkles wird dunkel, Helles wird hell.

## Wichtige Positiv-Verfahren
Zu den wichtigsten frühen fotografischen Positiv-Verfahren gehören:
- Naturselbstdruck (um 1500), u. a. durch Thomas Walgenstein (Naturselbstdruck von Pflanzenblättern).
- [Unbenannt] (um 1770), frühe fotografische Versuche von Thomas Wedgwood
- Heliografie (um 1826–27), Joseph Nicéphore Niépce
- Daguerreotypie (1839), Louis Daguerre